# العلاقات الزامبية اللاوسية
العلاقات الزامبية اللاوسية هي العلاقات الثنائية التي تجمع بين زامبيا ولاوس.

## مقارنة بين البلدين
هذه مقارنة عامة ومرجعية للدولتين:
| وجه المقارنة                                              | زامبيا                         | لاوس        |
| --------------------------------------------------------- | ------------------------------ | ----------- |
| المساحة (كم2)                                             | 752.62 ألف                     | 236.80 ألف  |
| عدد السكان (نسمة)                                         | 17.09 مليون                    | 6.86 مليون  |
| الكثافة السكانية (ن./كم²)                                 | 22.71                          | 28.97       |
| العاصمة                                                   | لوساكا                         | فيينتيان    |
| اللغة الرسمية                                             | لغة إنجليزية                   | اللغة اللاو |
| العملة                                                    | كواشا زامبي، كواشا زامبي قديم ‏ | كيب لاوي    |
| الناتج المحلي الإجمالي (بليون دولار)                      | 25.81 مليار                    | 16.85 مليار |
| الناتج المحلي الإجمالي (تعادل القوة الشرائية) بليون دولار | 62.18 مليار                    | 38.71 مليار |
| الناتج المحلي الإجمالي الاسمي للفرد دولار أمريكي          | 1.30 ألف                       | 1.82 ألف    |
| الناتج المحلي الإجمالي للفرد دولار أمريكي                 | 3.90 ألف                       |             |
| مؤشر التنمية البشرية                                      | 0.586                          | 0.575       |
| رمز المكالمات الدولي                                      | +260                           | +856        |
| رمز الإنترنت                                              | .zm                            | .la         |
| المنطقة الزمنية                                           | ت ع م+02:00                    | ت ع م+07:00 |

## منظمات دولية مشتركة
يشترك البلدان في عضوية مجموعة من المنظمات الدولية، منها:
| علم المنظمة | اسم المنظمة                        | تاريخ انضمام زامبيا | تاريخ انضمام لاوس |
| ----------- | ---------------------------------- | ------------------- | ----------------- |
|             | البنك الدولي للإنشاء والتعمير      | 23 سبتمبر 1965      | 5 يوليو 1961      |
|             | يونسكو                             | 9 نوفمبر 1964       | 9 يوليو 1951      |
|             | وكالة ضمان الاستثمار متعدد الأطراف | 6 يونيو 1988        | 5 أبريل 2000      |
|             | مؤسسة التمويل الدولية              | 23 سبتمبر 1965      | 29 يناير 1992     |
|             | منظمة الشرطة الجنائية الدولية      | ?                   | ?                 |
|             | الأمم المتحدة                      | 1 ديسمبر 1964       | 14 ديسمبر 1955    |
|             | مؤسسة التنمية الدولية              | 23 سبتمبر 1965      | 28 أكتوبر 1963    |
|             | منظمة حظر الأسلحة الكيميائية       | ?                   | ?                 |